# Reflexo miotático

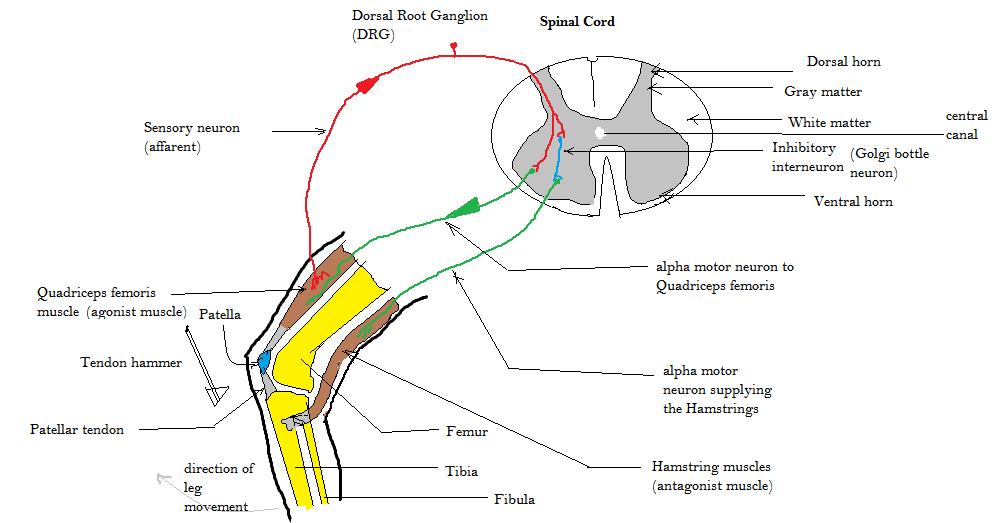
Representação esquemática do reflexo patelar, com fluxo expresso em setas vermelha e verde e um neurônio inibitório ilustrado em azul

Reflexo miotático é o reflexo motor involuntário que ocorre em resposta ao estiramento de um músculo, pode ocorrer em todos os músculos esqueléticos do corpo. O exemplo mais famoso de reflexo miotático é o reflexo patelar. Neste o martelo atinge o tendão patelar e causa estiramento passivo tanto da FE e das FI (Fusos Musculares). As fibras aferentes levam as informações para o sistema da coluna dorsal e a resposta é a ativação dos motoneurônios alfa. Como resultado, há a contração reflexa (extensão da perna), neste caso o fuso detectou o aumento do comprimento muscular e estimulou diretamente os neurônios motores extensores.